# Grazer Kreis

Der Grazer Kreis Ende des 18. Jahrhunderts, mit Kurzbeschreibung

Der Grazer Kreis war eine Verwaltungseinheit des Herzogtums Steiermark in Innerösterreich. Er wurde als nördlicher Teil der Untersteiermark bezeichnet und auch 1808 noch „Grätzer Viertel“ genannt.

## Entstehung
Der Grazer Kreis entstand im Rahmen der Verwaltungsreform unter Maria Theresia ab 1748. Diese Reform, welche die frühere Einteilung der Steiermark in Viertel ablöste, wurde unter Graf Haugwitz eingeleitet und ab 1760 unter Graf Kaunitz fortgeführt. Seit Ende des 15. Jahrhunderts hatte die Steiermark fünf Viertel gezählt: Judenburg, Enns- und Mürztal (Brucker Viertel), Vorau (später Hartberg, mit Graz), das Viertel zwischen Mur und Drau und das Viertel Cilli südlich der Drau. Mit der Kreiseinteilung und ihren Ämtern war erstmals eine Verwaltungseinrichtung geschaffen, die zwischen den Verwaltungen der Grundherrschaften und der Regierungsebene lag.
Mit den Verwaltungsreformen nach 1848 fungierten die Kreise nur mehr als Aufsichtsbehörde und wurden 1867 durch das feingliedrigere System der Politischen Bezirke ersetzt.

## Lage
Der Grazer Kreis lag auf dem Gebiet des Vorauer Viertels, welches im Wesentlichen die Oststeiermark und zunächst nur einige Pfarrsprengel im nördlichen Grazer Feld westlich von Graz umfasst hatte. An seiner Spitze stand ein Kreishauptmann, der das Kreisamt mit Beamten führte.
Die Grenzen des Kreises erwiesen sich bald als unzweckmäßig: Viele Gebiete im Westen von Graz, die von der Stadt aus rasch erreichbar gewesen wären, waren (wie vorher dem Viertel zwischen Mur und Drau) dem Marburger Kreis zugeordnet geblieben. Ihr zuständiges Kreisamt befand sich weit entfernt in Leibnitz, ab 1752 in Marburg. Ab 1. November 1783 wurde der Grazer Kreis um die Pfarren im Kainachtal sowie St. Stefan ob Stainz, Stainz, Preding, Hengsberg, Wildon und Lebring erweitert, diese Gebiete wurden aus dem Marburger Kreis abgezogen.
1805 wurde die Südgrenze des Grazer Kreises noch weiter nach Süden verlegt und die Gemeinden zwischen dem Stainzbach und der Laßnitz (Werbbezirke Stainz und Hornegg bei Preding) ebenfalls aus dem Marburger Kreis ausgeschieden und in den Grazer Kreis aufgenommen. Von da an blieben die Grenzen des Kreises bis zu seiner Auflösung durch die Verwaltungsreform in den Jahren ab 1848 unverändert.
Im Norden des Grazer Kreises lag an der Grenze nördlich von Frohnleiten (Gamsgraben) der Brucker und im Westen, an der Stub- und Packalm der Judenburger Kreis, im Nordosten das Viertel unter dem Wienerwald (heutiges Industrieviertel in Niederösterreich mit der Buckligen Welt), im Osten das ungarische Komitat Eisenburg (Vasvár), im Süden und Westen zunächst der Marburger Kreis. Nach Einbeziehung des Gebietes aus dem Bezirk Voitsberg grenzte der Grazer Kreis im Westen an den Klagenfurter Kreis in Kärnten.
1788 wurden im Grazer Kreis 296.424 Einwohner gezählt.
Durch die Verwaltungsreform ab 1848 wurde der „Grazer Kreis“ beibehalten, aber mit anderen (nur verwaltungstechnischen) Aufgaben betraut, während die Gerichtsbarkeit den Landes- und Kreisgerichten übertragen wurde. Dieser Kreis umfasste zusätzlich zum Gebiet seines Vorgängers auch die Gerichtsbezirke Radkersburg (mit Mureck), Leibnitz (mit Arnfels, Eibiswald und Wildon) und Stainz (mit Voitsberg und Landsberg/Deutschlandsberg). Diese Gebiete waren vorher im Marburger Kreis gelegen. Der neue Grazer Kreis hatte eine Fläche von 117,7 Quadratmeilen und 443.012 Einwohner.

Das Gebiet des Grazer Kreises vom 17. bis zum 19. Jahrhundert
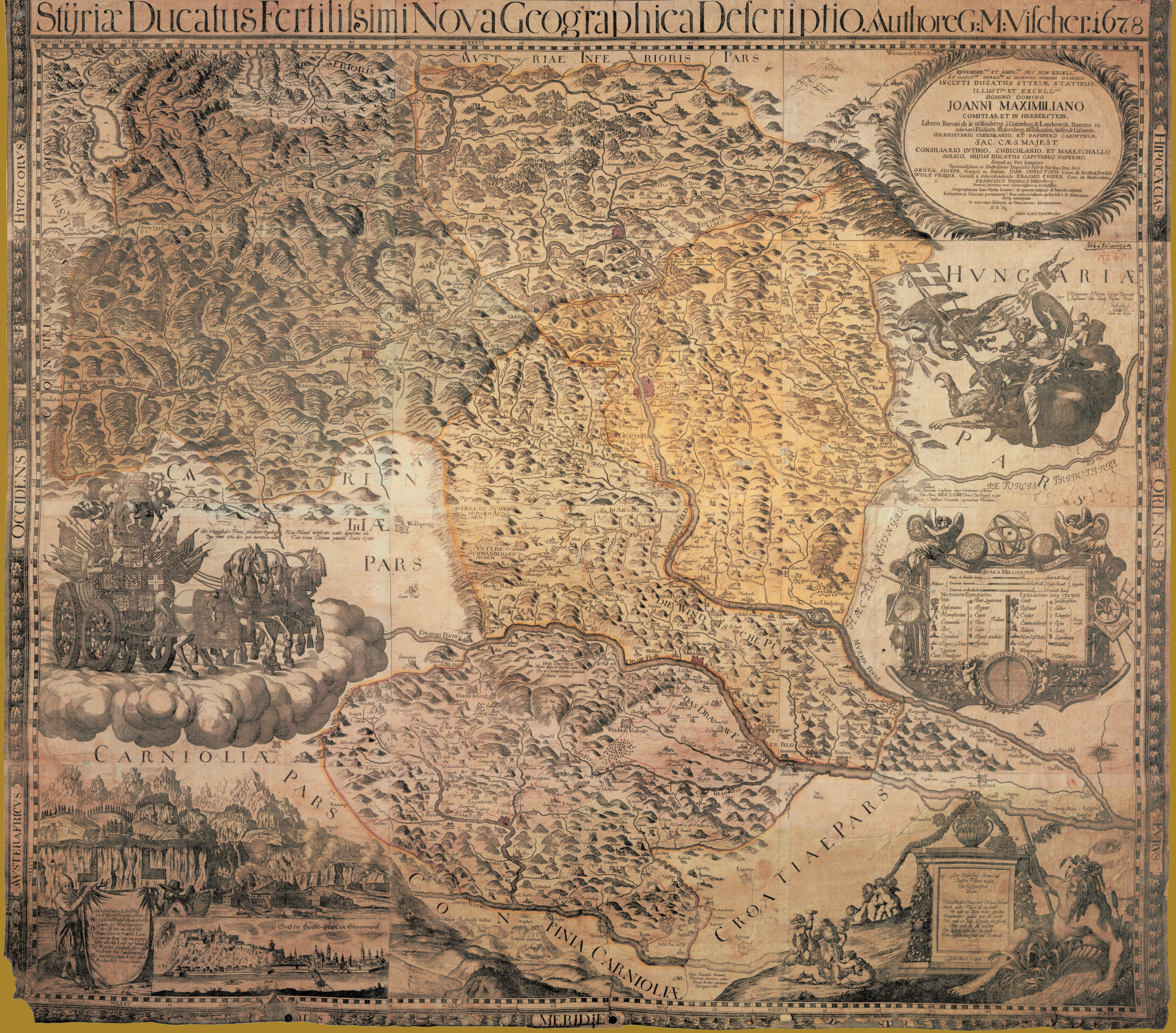
Das Vorauer, später Hartberger bzw. Grazer Viertel der Steiermark 1678, Vorläufer des Grazer Kreises
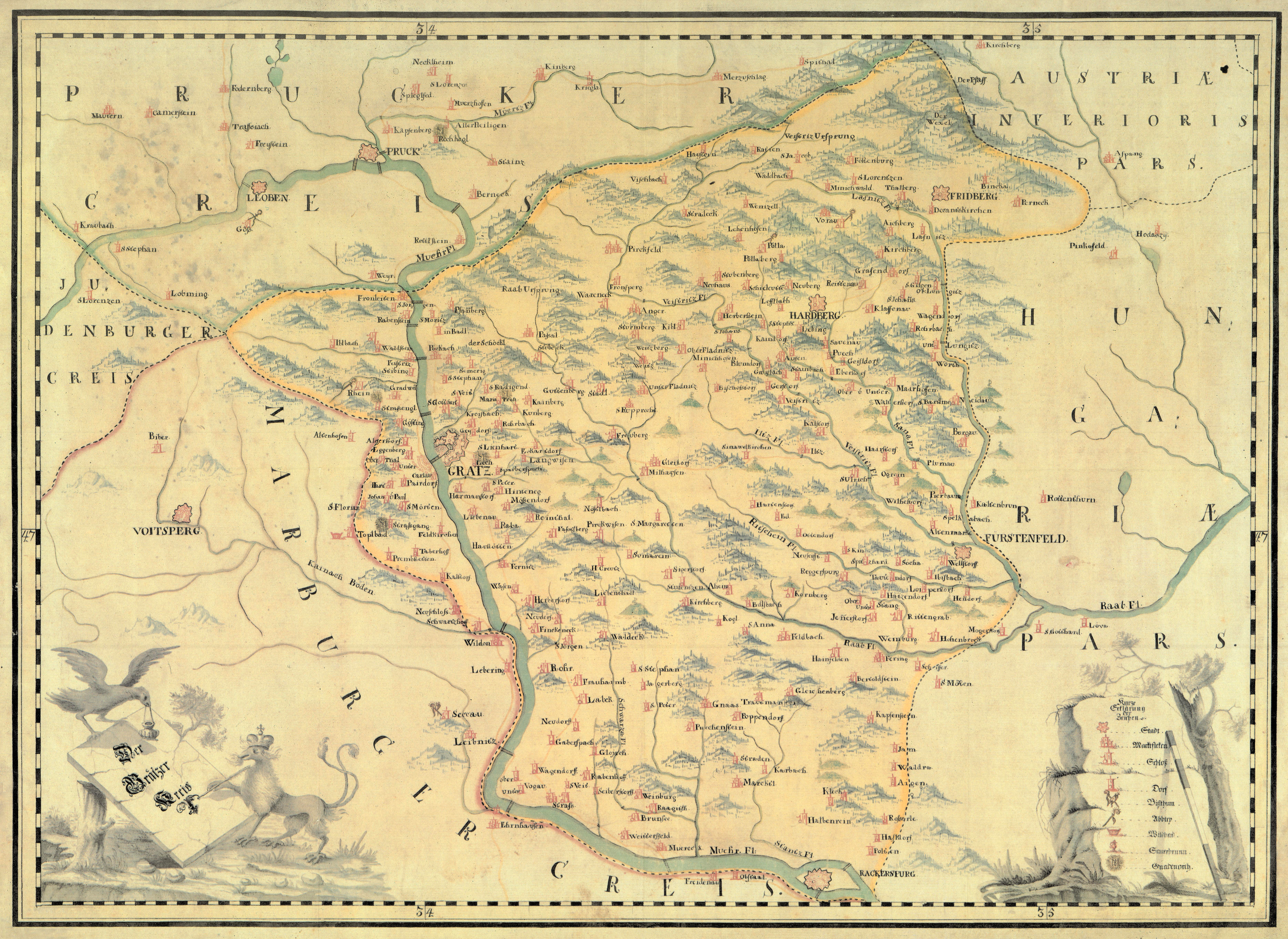
Der Grazer Kreis umfasste bis 1783 im Westen nur das Grazer Feld
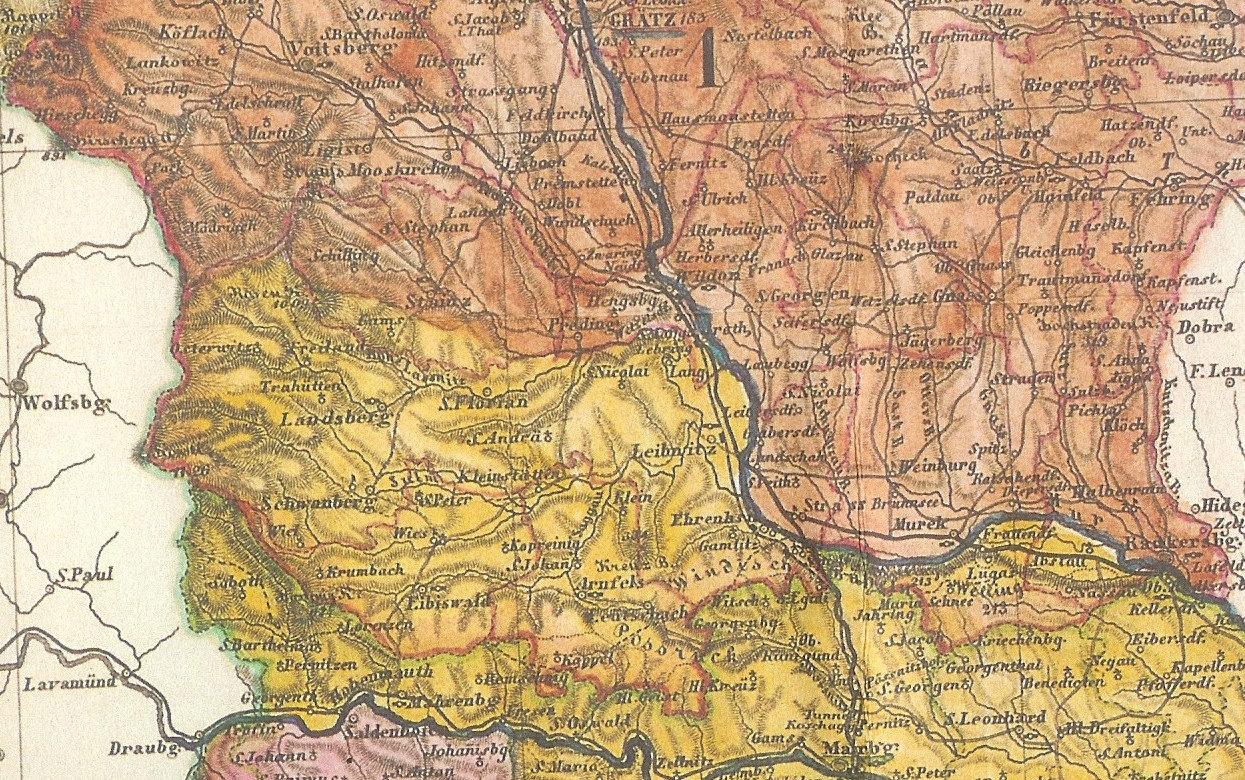
Vergrößerungen durch Änderungen des Grenzverlaufes zwischen Grazer und Marburger Kreis in der Weststeiermark im 19. Jahrhundert
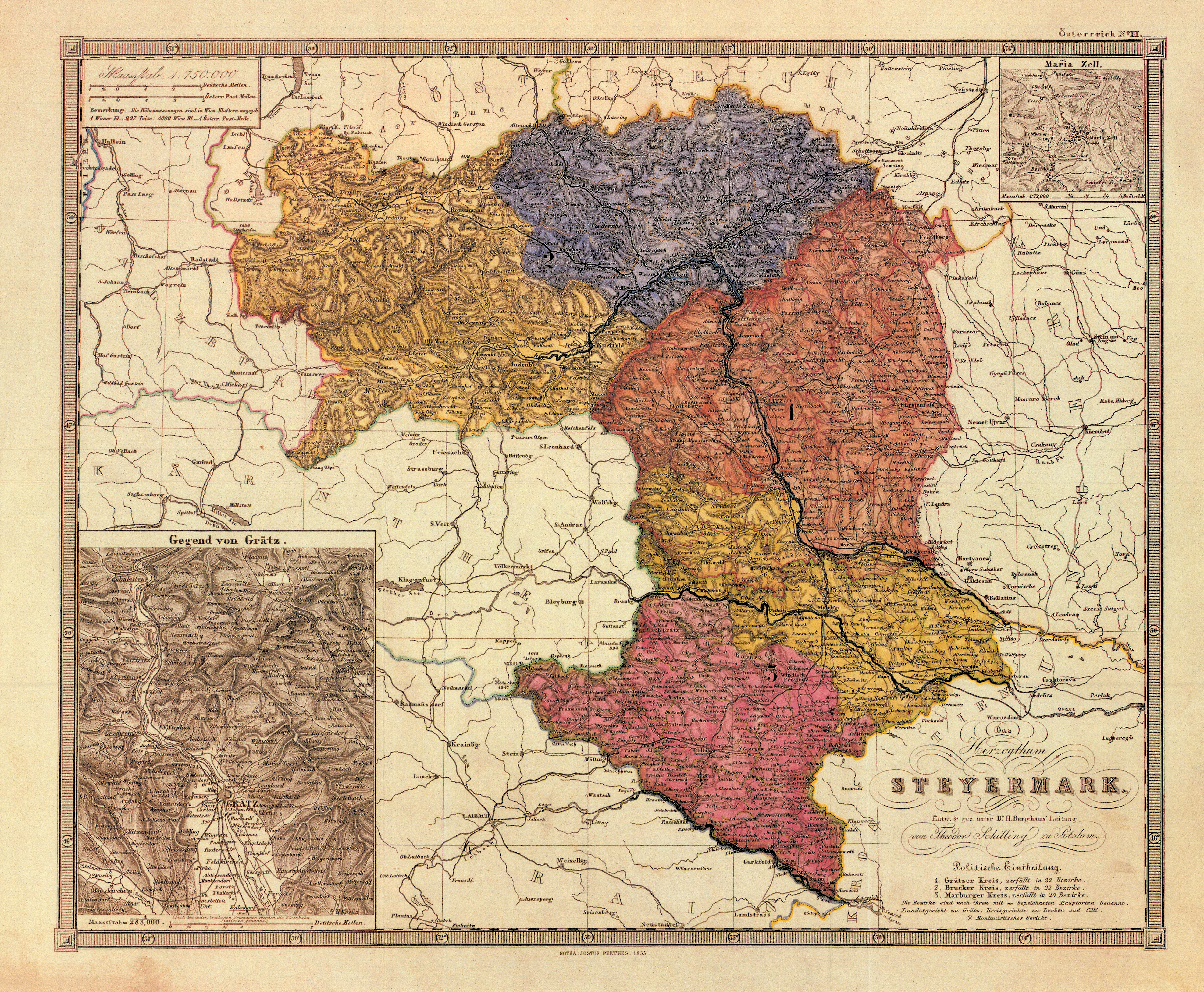
Der Grazer Kreis in der Mitte der Steiermark, 1855, bereits mit der Angabe der neuen (drei) Kreise und schematischer Darstellung der neuen Kreisgrenzen